# Віклов (графство)
Віклов (англ. Wicklow, ірл. Cill Mhantáin) — графство на сході Ірландії.

## Адміністративний поділ
Входить до складу провінції Ленстер на території Республіки Ірландії. Столиця — Віклов, найбільше місто — Брей.

## Найбільші населені пункти
- Брей (31,872)
- Грейстонс (17,468)
- Арклоу (13,009)
- Віклов (10,356)
- Кілкул (4,049)